# بخش شعیبیه
بخش شُعیبیه یکی از بخش‌های تابعه شهرستان شوشتر در استان خوزستان در جنوب غربی ایران است.
مرکز بخش شعیبیه شهر گوریه می‌باشد. منطقه شعیبیه شبه جزیره‌ای بین رودخانه‌های بزرگ کارون و دز است که این موقعیت باعث شده تا خاک بسیار حاصلخیزی داشته باشد.
كشت و صنعت امام خميني (ره) که یکی از بزرگترین طرح‌های توسعه نیشکر در استان خوزستان است و  شامل سه کارخانه تولید شکر,ام دی اف و خوراک دام است در این منطقه قرار دارد .
وجه تسمیه نام شعیبیه این است که بسیاری معتقدند آرامگاه شعیب نبی (که در قرآن بسیار از او یاد شده) در این منطقه قرار دارد.

## تقسیمات کشوری
- بخش شادروان
  - دهستان شعیبیه شرقی
  - دهستان شعیبیه غربی

شهرها:گوریه

## جمعیت
بنابر سرشماری مرکز آمار ایران، جمعیت بخش شادروان شهرستان شوشتر در سال ۱۳۸۵ برابر با ۲۰۵۸۴ نفر بوده است.